# Josefina Castellví
Josefina Castellví Piulachs (Barcelona, 1 de julio de 1935) es una oceanógrafa, bióloga y escritora española. En 1984, ella y Marta Estrada fueron las primeras españolas en participar en una expedición internacional en la Antártida. Licenciada en 1957 y doctora en ciencias biológicas por la Universidad de Barcelona en 1969. Desde el año 1960 trabajó en el Instituto de las Ciencias del Mar de Barcelona. Además, también fue profesora de investigación del Consejo Superior de Investigaciones Científicas (CSIC), organismo del que fue delegada en Cataluña durante dos años (1984-1986).
A partir del año de 1984 participó en la organización de la investigación en la Antártida y colaboró en la instalación de la  Base Antártica Española Juan Carlos I en la Isla Livingston, de la cual fue directora del 1989 al 1993, en sustitución del oceanógrafo Antoni Ballester. De los años 1989 a 1995 dirigió en Madrid el Programa Nacional de Investigación Antártica, y posteriormente, en 1994 y 1995, el Instituto de Ciencias del Mar de Barcelona.
Ha sido galardona entre otros premios con la Medalla de Oro de la Ciudad de Barcelona en 1994, la Cruz de San Jorge en 2003, el Premio de Medio Ambiente del IEC en 2006 y el Premio Nacional de CONCA en 2013.

## Biografía
Josefina Castellví i Piulachs, nació en Barcelona durante la República y solo a falta de unos meses antes de que estallara la Guerra Civil Española (1936-1939). Estudió en el Instituto Montserrat.  Más tarde, en 1957, se licenció en Biología en la Universidad de Barcelona. En 1960 se especializó en oceanografía en la histórica universidad, de renombre internacional La Sorbona de París, Francia, la cual es, junto con las universidades de Oxford, Bolonia y Salamanca, es una de las universidades más antiguas y prestigiosas del mundo. Más adelante, Josefina se doctoró en ciencias biológicas por la Universidad de Barcelona en 1969.
Josefina y su hermana mayor asistieron desde muy pronto a la escuela, comenzando desde el principio en la zona del eixample, donde nacieron y vivía la familia. Más tarde, fueron trasladadas a un colegio de monjas en el que estudiaron hasta el segundo curso de bachillerato y, finalmente, terminaron sus estudios básicos en el Instituto Montserrat, del barrio de Sant Gervasi, donde Josefina se preparó para entrar en la universidad. A pesar de la posguerra y la pobreza en las que estaba inmerso el país, la niñez y la adolescencia de Josefina fueron épocas de relativa normalidad, vividas alternativamente en Barcelona y Castelldefels, lugar donde sus padres tenían una casa.
En 1953, alrededor de los 18 años, Josefina comenzó a estudiar biología en la Universidad de Barcelona, en unas clases minoritarias, lo que quiere decir que en su curso había tan solo 12 personas matriculadas.  Realizó dos cursos en uno y se licenció en 1957, cuando solo tenía 22 años. Solo dos personas terminaron la carrera aquel año: ella y una monja. Posteriormente continuó sus estudios, a fin de dedicarse más profundamente a la investigación. 
Una vez terminada la carrera, Josefina Castellví viajó a Francia para estudiar durante dos años. Hacia el 1960, cuando se especializó y doctoró en oceanografía tenía 25 años e iniciaba su aventura científica: participó en sus primeras expediciones oceanográficas en un barco con bandera francesa e hizo de profesora de trabajos prácticos en cursos de la Universidad de La Sorbona. Desde este año, 1960, trabajó en el Instituto de Ciencias del Mar del Consejo Superior de Investigaciones Científicas, organismo del que fue directora en 1994 y 1995, además de delegada en Cataluña. En 1984 fue la primera mujer de España en participar en una expedición internacional en la Antártida; cabe destacar su colaboración en la organización de la investigación por la que fue premiada junto a Antonio Ballester y Nolla, así como por su intervención en la instalación de la Base Antártica Española Juan Carlos I en la isla Livingston,  de la que fue directora del año 1989 al 1993, lo cual permitió que España entrara a formar parte por primera vez como miembro del Tratado Antártico (1988).
Cuando regresó a Barcelona decidió continuar con su investigación en el Consejo Superior de Investigaciones Científicas (CSIC). Primero, haciendo experimentos en el laboratorio, ya que por aquel entonces España carecía de buques oceanográficos y batiscafos para explorar racionalmente y de manera directa los mares. Después, a partir de 1971, cuando los científicos dispusieron del primer buque oceanográfico español para sus investigaciones, Josefina Castellví pudo hacer su trabajo desde el mar, donde estaban los objetos de estudio y donde podía analizar cómo se comportaban en medio de las corrientes marinas.
En 1987 Antonio Ballester, Josefina Castellví y otras siete personas más pusieron en funcionamiento la primera base española en la Antártida, que crearon en la isla Livingstone y bautizaron con el nombre de Juan Carlos I. Josefina Castellví tenía 52 años y entre 1989 y 1993 se encargó de dirigir la base, donde vivían 12 personas durante cuatro meses al año. La investigación en la Antártida le proporcionó grandes conocimientos y emociones a la vez. La Antártida es un laboratorio natural, en el que en el hielo están escritas las vivencias de la Tierra desde hace millones de años y saber analizar estas escrituras nos permite compartir las vivencias de nuestro planeta.

Después de vivir unos años en Madrid, donde se había encargado desde 1989 del Programa Nacional de Investigación Antártica, en 1995 Josefina Castellví regresó a Barcelona para dirigir el Instituto de Ciencias del Mar del CSIC. Durante toda su vida laboral, compaginó su labor investigadora con las conferencias para divulgarla y con la escritura de libros, entre los que destaca el que lleva por título Yo he vivido en la Antártida, publicado en 1996.

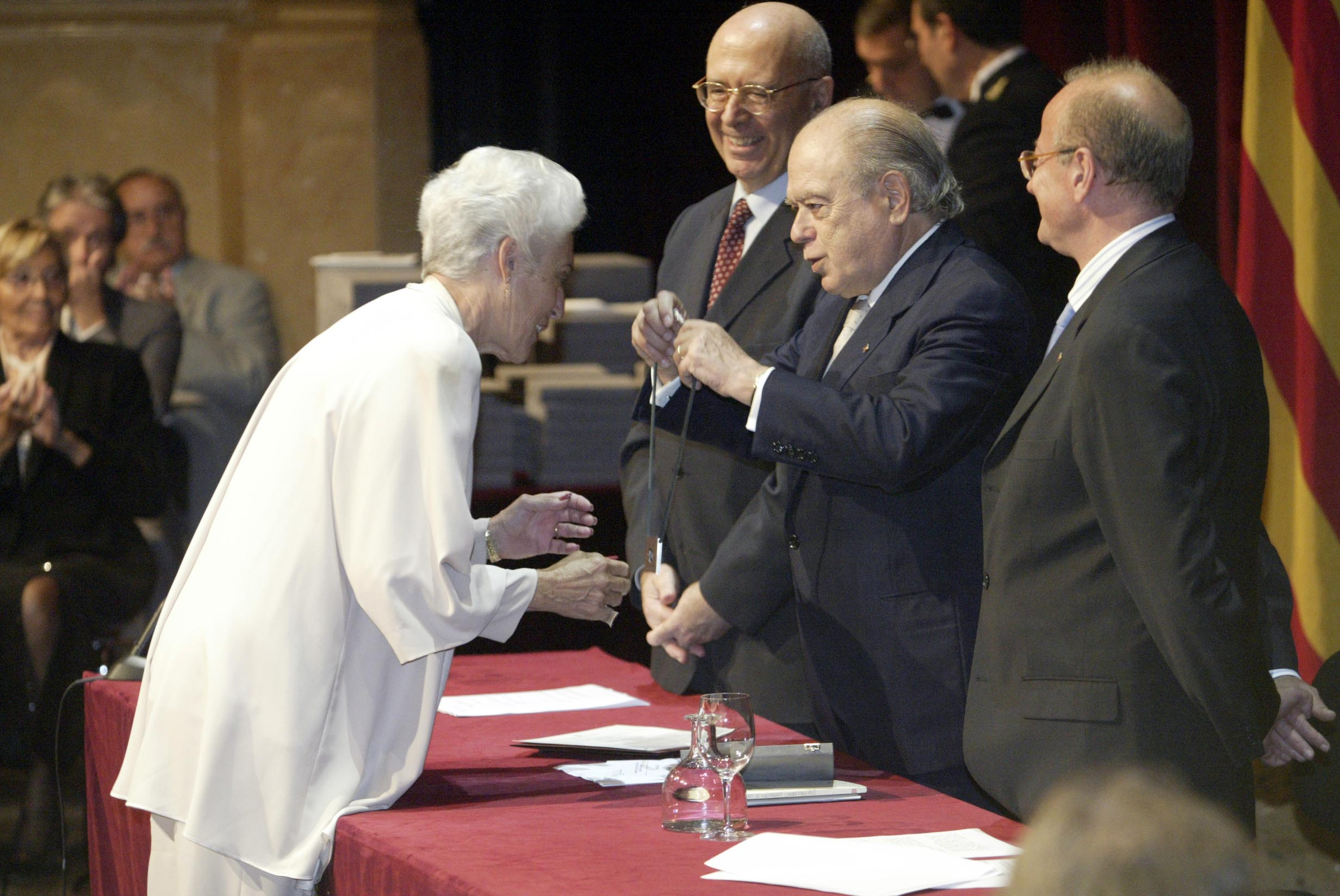
Josefina Castellví en 2003 recibiendo la Cruz de San Jorge.

En 1994 recibió la Medalla de Oro de la Ciudad de Barcelona y en 2003 recibió la Cruz de San Jorge, una distinción anual que otorga la Generalidad de Cataluña a aquellas personas y entidades sociales que «por sus méritos, hayan prestado servicios destacados a Cataluña en la defensa de su identidad especialmente en el plano cívico y cultur» y es considerada, junto a ésta y del Premio Internacional Cataluña, una de las distinciones más prestigiosas que se conceden en Cataluña. En 2007 fue la encargada de realizar el pregón de las Fiestas de la Mercè, con un discurso en el que reivindicó una Barcelona más próxima al mar. Desde 2010 es la presidenta de la Universidad de Verano de Andorra.
El 8 de octubre de 2013 ganó el premio de Cultura de la Generalidad de Cataluña, con el que se distingue a las personas, entidades o instituciones de cualquier ámbito que sean merecedoras del reconocimiento institucional por su contribución a la cultura catalana, valorando preferentemente la excelencia, la innovación, la trayectoria y la proyección, y teniendo presente su contribución durante el año anterior al de la concesión. Además, el 13 de mayo de 2014 fue nombrada catalana del año.
En 2014 fue designada vicepresidenta del Consejo Asesor para el Desarrollo Sostenible de Cataluña (CADS)
El 5 de marzo de 2015 recibió la Medalla August Pi i Sunyer de la Facultad de Medicina de la UB, en el marco de la conmemoración del Día Internacional de la Mujer. La investigadora Josefina Castellví es la primera mujer que recibe esta distinción.
A pesar de haberse jubilado en el año 2000, Josefina Castellví se mantiene activa colaborando con el Consejo Asesor para el Desarrollo Sostenible, del Departamento de Presidencia de la Generalidad de Cataluña, y continúa dando conferencias sobre su trabajo y sobre la Antártida, en las que transmite a su público la importancia que tiene este desierto helado. Como es el lugar más frío, comenta, es el lugar ideal para estudiar los mecanismos de adaptación de todos los seres vivientes, que deben cambiar su estructura para sobrevivir, ya que si no lo hacen, se extinguen, como les ha pasado a los árboles y las plantas, que han desaparecido de la Antártida. 
Josefina Castellví, que ha sido la primera mujer española que se ha dedicado a la oceanografía, ha recibido numerosos premios en reconocimiento a su labor investigadora. "Lo difícil es obtener el primer premio", dice ella citando el científico Ramon Margalef, "porque los otros vienen como por acciones miméticas". De todos los que tiene, Josefina valora especialmente dos: la Medalla de Oro de la Ciudad de Barcelona (1994) y la Cruz de San Jorge (2003), porque significan el homenaje de su ciudad y de su región. En la actualidad Josefina Castellví, sigue viviendo en el mismo piso donde nació, valorando especialmente los orígenes de las personas y de todas las especies.

## Obra
Josefina Castellví ha escrito libros, más de 70 artículos científicos en revistas nacionales e internacionales y ha presidido diversos comités y comisiones internacionales relacionadas con los océanos y la Antártica. Entre sus libros se cuentan los siguientes:
- 1967: Ecología marina
- 1996: Yo he vivido en la Antártida

Obra autobiográfica en donde narra su vivencia en la Antártida. En el libro, explica cómo ha dirigido durante cuatro campañas la base antártica española Juan Carlos I, siendo la primera mujer española en investigar el continente. El libro cuenta con muchas anécdotas, donde en los primeros momentos estuvo sobre todo junto a Antoni Ballester, el impulsor de la presencia española en la Antártida en los 60, tratando de llevar adelante el proyecto en el continente.
- 2005: El Paper que juguen els oceans en l'equilibri del planeta Terra (El papel que juegan los océanos en el equilibrio del planeta Tierra)

Obra publicada en catalán que habla sobre el impacto del cambio climático y cómo las condiciones ambientales del planeta Tierra han cambiado.

### Artículos
- 1963: Pigmentos de la diatomea marina Skeletonema costatum (Grev.) en su dependencia de los factores ambientales y de la dinámica de las poblaciones
- 1964: Un sencillo experimento para demostrar la influencia de la concentración de elementos nutritivos sobre la calidad de los pigmentos de las algas
- 1981: Aspectos microbiológicos del estudio oceanográfico de la plataforma continental. I. Planteamiento general
- 1990: La investigación en la Antártida
- 1997: ¿Por qué la Antártida atrae a los investigadores científicos?
- 1999: La Antártida
- 2002: Españoles en la Antártida
- 2007: De cómo España abrió su ruta a la investigación antártica
- 2014: El musclo i el seu entorn ambiental
- 2015: Fascinación por la Naturaleza

### Filmografía
En el 25º aniversario de la creación de la base española, Josefina Castellví, a sus 77 años, regresó a la Antártida después de más de una década junto al periodista y director de documentales Albert Solé, quien dirigió Los recuerdos de hielo, en el que Castellví documentó su viaje de despedida del continente blanco. El documental se realizó a modo de homenaje por todo el trabajo realizado por ella y los otros tres científicos que lograron que España construyera la primera base para investigar esta remota zona del planeta. La película recoge la crónica de esta vuelta a la Antártida.
Albert Solé dijo "Lo cierto es que provengo de una familia de mujeres muy potentes, un auténtico matriarcado. Será por eso que cuando conocí a Josefina Castellví --Pepita para casi todos--  reconocí enseguida un paisaje familiar, el de las mujeres fuertes y luchadoras, que supieron enfrentarse con muchas pasión a los numerosos obstáculos que les puso la vida en unos tiempos y en un mundo muy difíciles para ellas. Me di cuenta que en esta historia se producía una alquimia de elementos irresistibles para mí: mujer, ciencia, aventura y Antártida."
Sinopsis: En 1986, cuatro científicos catalanes, Agustí Julià, Joan Rovira, Josefina Castellví y Antoni Ballester consiguieron llegar a la Antártida con el proyecto de plantar su tienda de campaña en la isla Decepción para forzar al estado español a vincularse al tratado antártico, el cual acabaría sucediendo en 1988, y poner una base. El líder de la expedición, el doctor Antoni Ballester, acabaría sufriendo un ictus que llevó a Josefina Castellví a coger el relevo y dirigir la pequeña instalación en una época en donde los recursos eran bastante limitados para el programa antártico. Fue así como se convirtió en la primera mujer jefa de una base en la historia de la investigación antártica internacional. Después de jubilarse, dedica su tiempo al encaje de bolillos y a la jardinería, sus dos pasiones actuales, pero las fotos colgadas a la pared de casa y su colección de pingüinos en miniatura aseguran su gran aventura vital. Además, encuentra la maleta con 30 horas de filmaciones que había rodado ella misma durante los primeros años en el continente blanco. Por ello y por la presión de la nostalgia, Josefina decidió volver a la Antártida.
El documental se emitió por primera vez en la 2 de TVE el viernes 30 de mayo de 2014

## Reconocimientos

### La medalla August Pi i Sunyer
La Medalla August Pi i Sunyer fue instituida por la Facultad de Medicina de la Universidad de Barcelona en marzo de 1983 en recuerdo de uno de los profesores más destacados por su labor docente y de investigación. El galardón homenajea una personalidad científica de ámbito local que recientemente haya recibido alguna distinción importante y se entrega en el transcurso de la Lección August Pi i Sunyer, que imparte el premiado. La primera personalidad que recibió la medalla fue el ecólogo Ramon Margalef; le siguieron el oftalmólogo Joaquín Barraquer, el cardiólogo Valentín Fuster y el primatólogo Jordi Sabater Pi, entre otros. El último en recibirla fue el hepatólogo y catedrático de la UB Joan Rodés, en 2010. La investigadora Josefina Castellví es la primera mujer que recibe esta distinción.
Josefina Castellvi fue Delegada del CSIC en Cataluña y, además, también ha desarrollado su carrera científica en el CSIC. Después de que se licenciara en Ciencias Biológicas en la Universidad de Barcelona, en el año 1960, con Premio Extraordinario, entró a trabajar en el Instituto de Ciencias del Mar, entonces conocido como Instituto de Investigaciones Pesqueras. Años más tarde, siendo ya Profesora de Investigación del CSIC, especialista en bacteriología marina, fue su directora. Su pasión por el estudio de bacterias en condiciones de ambientes extremos la llevó a interesarse por el continente antártico y, en 1984, se convirtió en la primera mujer española que participaba en una expedición internacional en esas tierras heladas. Ha publicado más de setenta trabajos científicos y ha participado en 36 campañas oceanográficas.
Además de su talento científico, Castellví en seguida mostró excelentes cualidades como gestora de investigación, que le permitieron ser Delegada del CSIC en Cataluña, en el año 1984, y Directora de Coordinación de la Presidencia del CSIC, en 1986. En la temporada 1987-88 coordinó la instalación de la Base Antártica Española Juan Carlos I en la Isla de Livingston y, entre 1989 y 1994, ejerció su jefatura. Posteriormente, fue gestora del Programa Nacional de Investigación en la Antártida (CICYT) a nivel estatal, responsable de la coordinación de los proyectos científicos internacionales llevados a cabo en ese territorio.

### Premios
- Premio Proèmula 1994 a la mujer directiva del año[26]
- Medalla de Oro al Mérito Científico del Ayuntamiento de Barcelona (1995).
- Medalla "Narcís Monturiol" al Mérito Científico y Tecnológico de la Generalidad de Cataluña (1996).
- Dama de Goya de la Asociación Española Amigos de Goya, (1997).
- Premio Fundació Imhotep-Creu Blanca (1998).
- Premio Nacional 1998 de la Sociedad Geográfica Española.
- Encomienda al Mérito Civil, (2002).
- Cruz de San Jorge de la Generalidad de Cataluña, (2003).
- Premio Medio Ambiente 2003 de la Compañía Nacional Suiza.
- Premio Esteva Bassols: "Senyora de Barcelona" (2005)

- Gran Cruz de la Orden Civil de Alfonso X[27]
- Catalán del año 2013. Galardón que otorga El Periódico de Cataluña desde el año 2000 a una personalidad destacada de la sociedad catalana. Los lectores del diario proponen los candidatos y son los encargados de decidir el ganador.
- Medalla August Pi i Sunyer (2015)